# Кампанья, Хосе
Хосе́ А́нхель Го́мес Кампа́нья (исп. José Ángel Gómez Campaña; 31 мая 1993, Севилья) — испанский футболист, полузащитник клуба «Лас-Пальмас». Двукратный чемпион Европы в возрастной категории до 19 лет.

## Клубная карьера
Хосе — выпускник академии «Севильи». За вторую команду клуба он дебютировал в шестнадцатилетнем возрасте и выступал за неё до конца сезона 2010/11. 25 августа 2011 года Хосе дебютировал за главную команду в матче Лиги Европы с клубом «Ганновер 96» (1:1). Три дня спустя он дебютировал в Примере, выйдя на замену в игре с «Малагой» (2:1).
31 января 2013 года Кампанья был арендован «Нюрнбергом» до конца сезона с правом последующего выкупа. 22 июля 2014 года Кампанья перешел в клуб Серии А «Сампдорию». А 1 сентября уже был отдан в аренду в «Порту».
17 июля 2015 года Кампанья на один год подписал контракт с испанским клубом «Алькоркон». 11 августа 2016 года Кампанья перешел в «Леванте», заключив с клубом контракт на 4 года.

## Карьера в сборной
Хосе играл в различных юношеских сборных Испании. В составе сборной Испании (до 19 лет) он стал чемпионом Европы в возрастной категории до 19 лет 2011 и 2012 годов.

## Достижения
- Победитель чемпионата Европы (до 19 лет) (2): 2011, 2012